# Valentino Miserachs Grau
Mons. Valentino Miserachs Grau (Sant Martí Sesgueioles, 17 luglio 1943) è un presbitero, direttore di coro e compositore spagnolo, è stato Maestro e Prefetto della Cappella Musicale Liberiana della Basilica Papale di Santa Maria Maggiore e Preside del Pontificio Istituto di Musica Sacra in Roma.

## Vita e studi
Avendo manifestato fin dalla più tenera età le sue inclinazioni musicali, a sei anni inizia lo studio della teoria e solfeggio, del Pianoforte, e viene altresì avviato alla pratica dell'accompagnamento improvvisato e della Composizione; ad a otto anni è già organista presso la propria Chiesa parrocchiale e suona anche nelle altre Chiese del circondario.
Nel 1954 entra nel Seminario diocesano di Vic; nel 1960 frequenta il Seminario di Bilbao con una breve parentesi alla Pontificia Università di Comillas e dopo intensi studi non solo musicali, ma anche teologici, filosofici ed umanistici, nel 1963 si trasferisce a Roma per studiare presso la Pontificia Università Gregoriana, dove nel 1967, divenuto sacerdote, ha ottenuto la licenza in Teologia. Nello stesso anno si iscrive al Pontificio Istituto di Musica Sacra, dove nel 1969 consegue la licenza di Canto gregoriano, e riprende lo studio della Composizione con il M° Armando Renzi. Con la Prof.ssa Anna Maria Polcaro studia Organo principale presso il Conservatorio Alfredo Casella dell'Aquila, sostenendo presso il medesimo gli esami del compimento medio. Contemporaneamente partecipa ai saggi del Pontificio Istituto di Musica Sacra come direttore, organista e pianista, nonché con composizioni proprie di notevole portata. Scrive anche numerose composizioni per la Liturgia in lingua catalana. Il M° Renzi gli affida la composizione di varie Messe, Salmi concertati e Mottetti per la Venerabile Cappella Giulia della Basilica di San Pietro in Vaticano, presso la quale funge spesso anche da organista.
Nel 1972, dopo aver frequentato il corso superiore di Organo presso il Conservatorio Santa Cecilia in Roma, alla scuola del M° Fernando Germani, si diploma in Organo e Composizione organistica presso il Conservatorio Niccolò Piccinni di Bari, a pieni voti.
Nel 1973 il M° Domenico Bartolucci, suo maestro di polifonia, lo chiama ad affiancarlo nella direzione della Venerabile Cappella Musicale Liberiana della Basilica di Santa Maria Maggiore, in qualità di Vice-maestro, ove dal 1977 ne diventerà Maestro a tutti gli effetti, con nomina ufficiale a "Maestro Direttore" nel 1985. Come Maestro della Cappella Liberiana compone una infinità di lavori per il solenne servizio liturgico della Basilica: Messe con Organo e polifoniche, Magnificat, Vespri per le maggiori Solennità, Mattutini e Lodi per il Triduo pasquale, Mottetti per tutti i periodi dell'Anno Liturgico, in onore dell'Eucaristia, della B. V. Maria e dei Santi, Salmi Responsoriali e versetti alleluiatici per il ciclo triennale del Lezionario festivo.
Dal 1975 al 1980, è organista della Cappella Giulia di San Pietro e per essa continua a scrivere diversi lavori. Partecipa inoltre come organista a vari concerti e registrazioni effettuati da detta Cappella a Roma ed in altre città italiane. Nel contempo svolge una intensa attività come concertista d'Organo a Roma, in Italia ed all'estero.
Nel 1976 si diploma a pieni voti in Composizione presso il Conservatorio N. Piccinni di Bari, diretto all'epoca dal Maestro Nino Rota, con l'Oratorio "Isaia", per soli, coro e orchestra. Nel 1976/'77 frequenta presso il Pontificio Istituto di Musica Sacra la classe di Composizione Sacra del M° Bartolucci e nel 1977 consegue il diploma di Magistero in Composizione Sacra con l'Oratorio "Stephanus", per soli, coro e orchestra.
Dal 1977 al 1982 occupa la cattedra completa di Composizione presso il Conservatorio statale E. R. Duni di Matera, con cui attualmente ha ottimi rapporti di amicizia e scambio di prestazioni artistiche, con la collaborazione della corale "Cantori Materani", oggi ben affermata in campo nazionale ed internazionale. Nel medesimo periodo è Direttore artistico del "Coro Vallicelliano" a Roma e con esso tiene numerosi concerti nella capitale e nel Lazio, oltre ad una tournée in diversi centri della Catalogna.
Nel 1975 assume l'insegnamento di Pianoforte presso la Scuola di Musica dell'AISC in Roma e, fino al 1994, insegna Composizione, Organo e Direzione polifonica, tenendo le classi di Canto corale ed esercitazioni orchestrali. Di fronte ai molteplici impegni si dedicherà anche alla Scuola di Musica "Tommaso Ludovico da Victoria", nella quale è membro del Consiglio direttivo e del Consiglio didattico. Dalla classe di Canto corale nasce il coro "T. L. da Victoria", con il quale unitamente all'Orchestra sinfonica della Scuola, realizza più di trecento esecuzioni, fra saggi, concerti (anche all'estero), e celebrazioni liturgiche. Per l'organico della Scuola scrive numerosissimi lavori, tra i quali spiccano l'Oratorio in un prologo e tre atti "Beata Virgo Maria Ecclesiæ Christi Typus et Mater" per soli, coro e orchestra, ed il Poema sinfonico "Nadal" per soli, coro e orchestra, eseguiti entrambi nell'auditorio Pio di Via della Conciliazione a Roma.
Dal 1995 al 2012 è Preside del Pontificio Istituto di Musica Sacra, de Urbe, dove è professore ordinario di alta Composizione, con insegnamento annesso di Direzione polifonica e di Lettura della partitura.
È Canonico onorario della Patriarcale Basilica di Santa Maria Maggiore in Roma e Protonotario Apostolico sovrannumerario.

## Opere
Tra la sua copiosa produzione comprendente circa un migliaio di titoli tra musica liturgica, sinfonico-corale, strumentale e popolare, si ricordano:
- "Isaia" (1976), azione sacra per soli, coro e orchestra;
- "Stephanus" (1977), oratorio per soli, coro e orchestra;
- "Beata Virgo Maria Ecclesiæ Christi Typus et Mater" (1982), oratorio per soli, coro e orchestra;
- "Nadal" (1987), poema sinfonico-corale;[2]
- "Suite manresana" (1990), per organo, orchestrata nel 1991;
- "Esclat berguedá" (1990), per coro e orchestra;
- "Cants per a la litúrgia" (1998);
- "Els Pastorets de Calaf" (1986-2000), per coro e Cobla;
- "Mil Anys" (2004), oratorio del millenario di Santa Maria di Igualada, per soli, cori e orchestra;
- "Pucciniana" (2008), per orchestra, scritta in occasione del 150º anniversario della nascita del Maestro lucchese;
- "Pau i Fructuós" ("Paolo e Fruttuoso") (2009), oratorio per soli, coro e orchestra;
- "Noces de Sang" (2011), oratorio per soli, coro e orchestra;
- "Diàleg Patriarcal" (2018), oratorio per soli, coro e orchestra.

Le sue composizioni sono pubblicate e registrate in CD per le Edizioni Carrara, le Edizioni Paoline e LDC di Torino.

## Onorificenze
- 1991: Figlio illustre di Sant Martí Sesgueioles;
- 1992: Figlio adottivo d'Els Prats de Rei;
- 1999: Encomienda de Alfonso X el Sabio dello Stato spagnolo;
- 2000: Officier de l'Ordre des Arts et des Lettres della Repubblica francese;
- 2000: Premio "Batista i Roca" per la promozione della cultura catalana all'estero;
- 2001: Creu de Sant Jordi della Generalitat della Catalogna;
- 2002: Accademico di "Accademia Culturale Europea";
- Targa Europa per la Musica;
- Croce "pro piis meritis" dell'Ordini di Malta, per la Francia;
- Commendatore dell'Ordine del Santo Sepolcro;
- 2006: Accademico Onorario, Consulente Morale ed Ecclesiastico dell'Accademia Bonifaciana di Anagni (FR)
- 2007: Accademico della "Reial Acadèmia de Belles Arts de Sant Jordi" (Barcellona);
- 2008: cittadino d'onore del comune di Patrica (Frosinone);
- 2009: canonico onorario della Cattedrale Metropolitana e Primaziale di Tarragona (Catalogna);
- 2010: diploma di "Serveis distingits" della città di Tarragona (Catalogna);
- 2010: Premio all'Impegno Culturale di Òmnium Cultural Anoia (Catalogna);[3]
- 2010: Chevalier de la Légion d'Honneur della Repubblica francese;
- 2014: Membro del Comitato Scientifico dell'Accademia Bonifaciana di Anagni.

È membro onorario della Pontificia Accademia dei Virtuosi al Pantheon.